# 9 Songs
9 Songs (traducida en España como 9 canciones y en Hispanoamérica como 9 orgasmos) es una película de 2004 dirigida por Michael Winterbottom. Se rodó en vídeo digital y sin guion, los comentarios fueron improvisados por sus dos actores. La razón para que haya sexo explícito se debe a que el director, leyendo la novela Plataform, de Michel Houellebecq, pensó que era «un gran libro, lleno de sexo y volví a preguntarme: ¿Cómo los libros pueden hacer esto y el cine, que está mucho más preparado para ello, no?». 
Los actores asumieron que tendrían relaciones sexuales reales y, previamente al rodaje principal, ensayaron las escenas de sexo para saber si seguían con la película.

## Reparto
| Actor          | Personaje |
| -------------- | --------- |
| Kieran O'Brien | Matt      |
| Margo Stilley  | Lisa      |

## Sinopsis
La película transcurre entre flashbacks de Matt (Kieran O'Brien), recordando a su novia, Lisa (Margo Stilley), desde que la conoce en un concierto en Londres hasta la Navidad cuando ella vuelve a los Estados Unidos después de haber concluido sus estudios en Inglaterra. En esos flashbacks suceden los ocho conciertos intercalados con relaciones sexuales entre ellos.

## Recepción
Derek Malcolm de The Guardian elogió la película: "Nueve canciones parece una película porno, pero se siente como una historia de amor. El sexo se usa como una metáfora para el resto de la relación de la pareja. Y está filmado con la sensibilidad habitual de Winterbottom". 
Radio Times hizo una crítica mediocre, otorgándole dos estrellas de cinco y afirmando: "Desde el caos borroso y caliente de los conciertos hasta el piso escasamente amueblado donde la pareja se une, esto es en gran medida un ejercicio de estilo sobre el contenido. Como tal, algunos lo encontrarán como un gratificante experimento de casa de arte con mucho para recomendarlo, otros simplemente observando el amor explícito y no simulado pueden encontrarlo aburrido y pretencioso".
Escribiendo para East Bay Express, Luke Y. Thompson afirmó: "Michael Winterbottom ofrece el sexo, y no mucho más". Continuó: "Aunque no hay mucha narrativa en efecto, Winterbottom literalmente construye un clímax ... O'Brien está bien dotado, mientras que Stilley es completamente natural ... Si la película ya no existiera, los eventos en pantalla puede volverse mucho más tedioso, pero cada vez hay suficientes cosas diferentes para evitar una repetición aburrida. Puede haber visto una paja en la pantalla, por ejemplo, pero ¿alguna vez ha visto un trabajo de pie? Es interesante, por decir lo menos".
9 Songs actualmente tiene un puntaje positivo de 24% en Rotten Tomatoes basado en 97 comentarios con una calificación promedio de 4.38 / 10. El consenso del sitio dice: "Las escenas de sexo no eróticas se vuelven rápidamente tediosas de ver, y los amantes carecen de la personalidad necesaria para que los espectadores se preocupen por ellas".

## Las nueve canciones
| Canción                                 | Intérprete                  |
| --------------------------------------- | --------------------------- |
| "Whatever Happened to My Rock and Roll" | Black Rebel Motorcycle Club |
| "C’Mon, C’Mon"                          | The Von Bondies             |
| "Fallen Angels"                         | Elbow                       |
| "Movin’ On Up"                          | Primal Scream               |
| "You Were The Last High"                | The Dandy Warhols           |
| "Slow Life"                             | Super Furry Animals         |
| "Jacqueline"                            | Franz Ferdinand             |
| "Debbie"                                | Michael Nyman               |
| "Love Burns"                            | Black Rebel Motorcycle Club |